# Jan Lievens
Jan Lievens (Leiden, 1607. október 24. – Amszterdam, 1674. június 4.) holland festő és rézkarcoló a holland aranykorban, Rembrandt tanulótársa.

## Életpályája
Lievens hímző családban született, már nyolcéves korában festőinasnak adták Leidenben, két évvel később Pieter Lastman volt a mestere Amszterdamban. Itt Lastmannál főleg Rembrandt volt a tanuló társa, kölcsönösen hatottak egymásra. Alig 14 évesen már visszament szülővárosába, Leindenbe, ahol mindenki el volt ragadtatva az ő rajz- és festői tehetségétől. Constantijn Huygens (1596–1687) költő és diplomata mind Lievens, mind Rembrandt festői tevékenységét nagyra értékelte, úgy találta, hogy Lievens több eredetiséget és merészséget mutat, Rembrandt pedig több mélységet és betekintést. Ugyanakkor mindkét fiatal festő igen makacs, mert egyik sem akarja továbbképezni magát Itáliában. Lievens megfestette Constantijn Huygens arcképét, amely remekbe sikerült.
Az 1630-as években Lievens Londonban (1635–1644), majd Antwerpenben (1635–1644) élt és alkotott, első házasságát Antwerpenben kötötte, felesége Susanne de Nole. Első felesége halálát követően, 1648-ban újra megnősült, felesége ezúttal Jan de Bray festő húga, Cornelia.  
Amalia A Solms grófnő megbízta 1650-ben, hogy díszítse a hágai királyi palotát (Huis ten Bosch). A megbízó, Solms grófnő portréját is megfestette. 1653 és 1655 között Frigyes Vilmos brandenburgi választófejedelemnek és első feleségének, Lujza Henrietta orániai hercegnőnek is dolgozott. 1660-ban az új amszterdami városháza dekorációinak elkészítésére kapott megbízást több művésszel együtt (Jacob Jordaens, Rembrandt stb.) 1663-ban  Gerbrand van den Eeckhout festővel Gelderland-ba utazott alkotni. A művészeti piac 1672-es összeomlása negatívan érintette Lievens anyagi helyzetét, így gyermekei nem jutottak örökséghez.   
Lievens levelezett Johan de Witt (1625–1672) politikussal és Pieter de Graeff (1638–1707) amszterdami városvezetővel, aki egyben elnöke volt a Holland Kelet-indiai Társaság Társaságnak is, ezek a levelek az Amszterdami Történeti Múzeumban olvashatók.

## Stílusa
Történeti képeket, portrékat, csoportképeket, allegorikus képeket, mitológiai és bibliai jeleneteket festett  barokk stílusban.

## Galéria

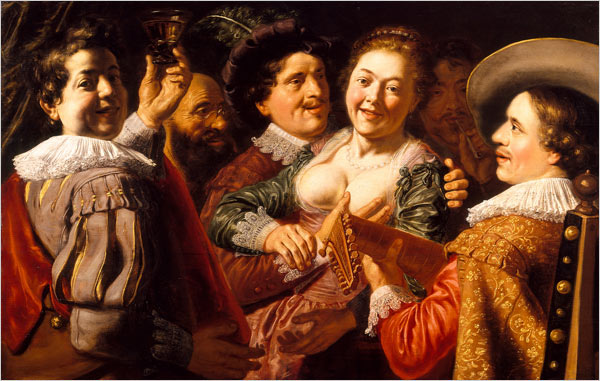
Az öt érzék allegóriája (1622, magángyűjteményben)
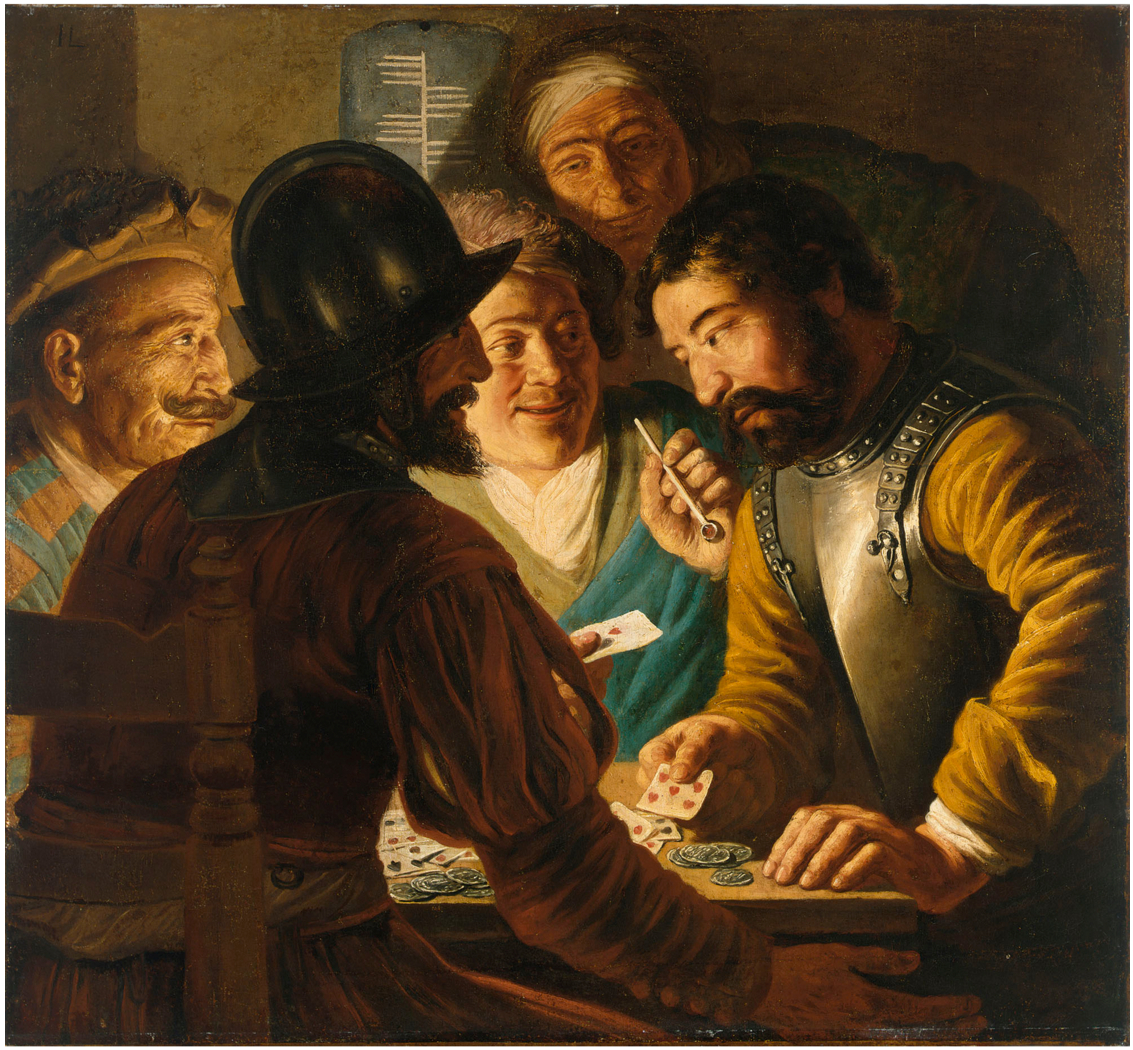
Kártyázók (1623-24)
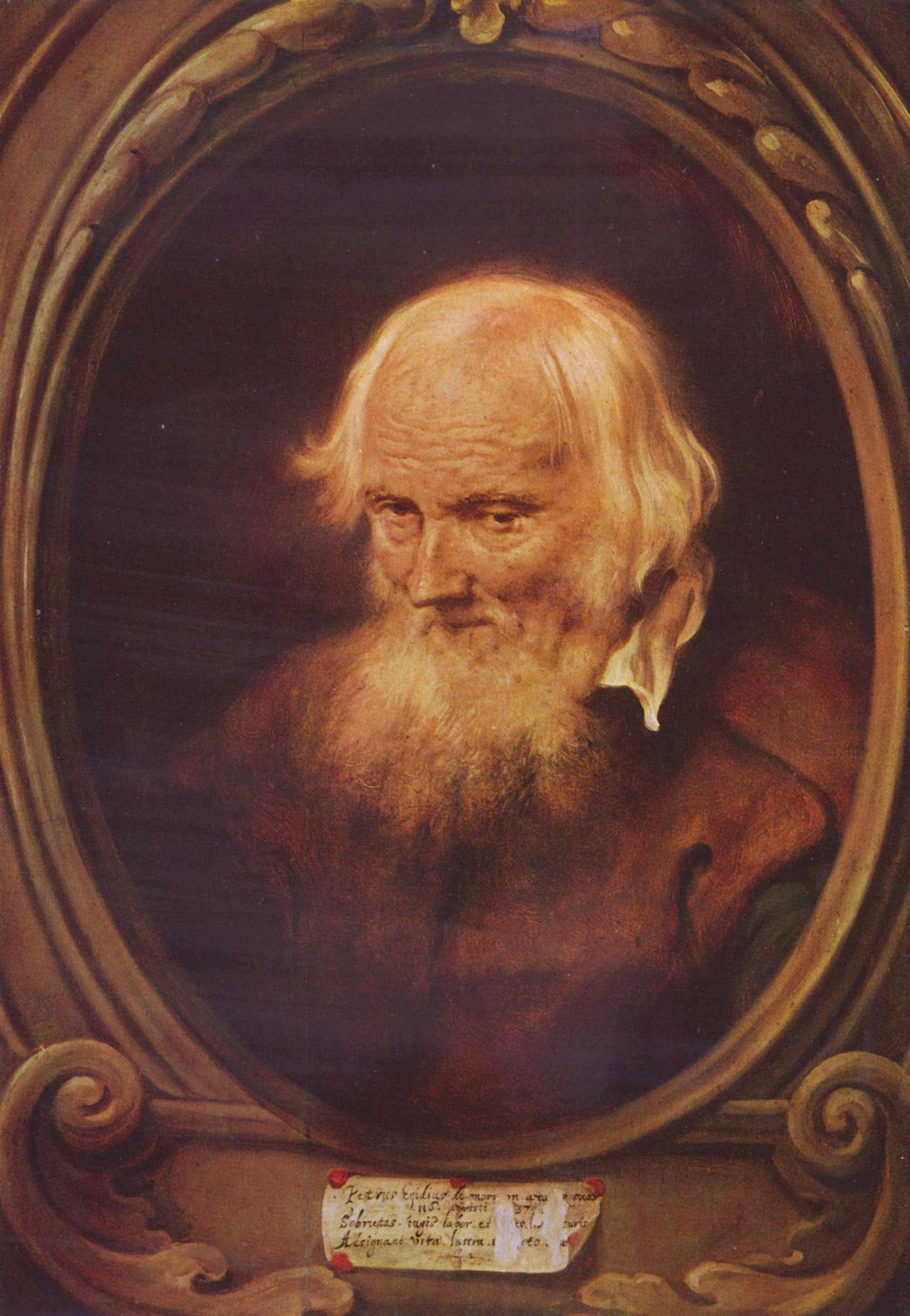
Petrus Egidius de Morrion arcképe (1637, Szépművészeti Múzeum, Budapest)
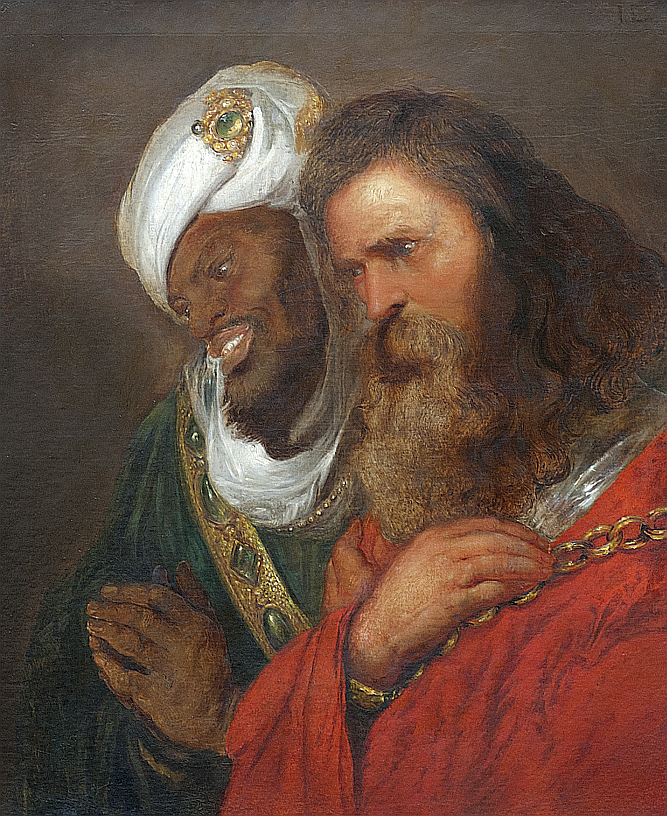
Guy of Lusignan király és Saladin király (1625, magángyűjteményben)
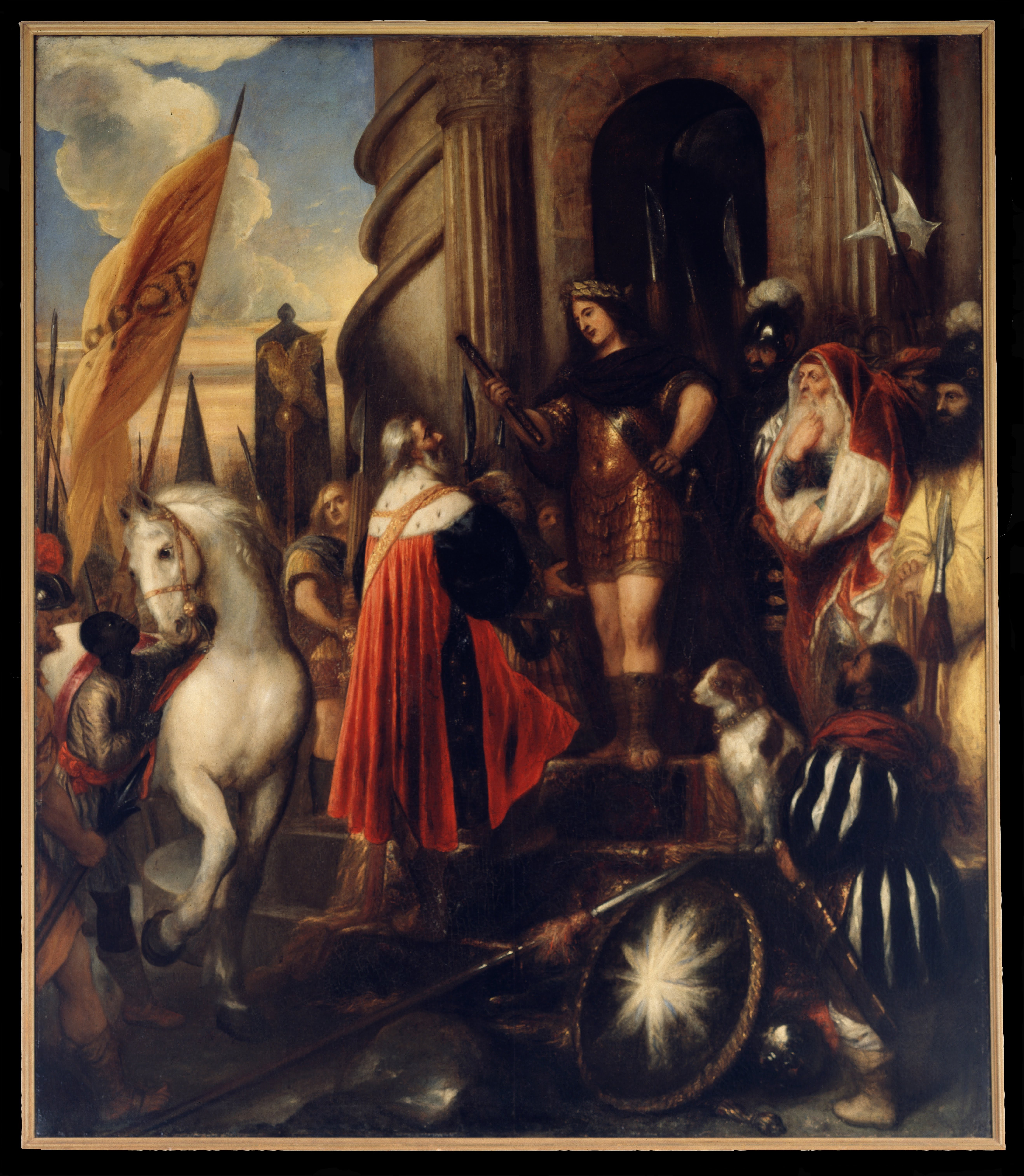
Quintus Fabius Maximus római konzul (1636, Királyi palota, Amszterdam)